# Brent Adams
(en) Statistiques sur pro-football-reference
David Brent Adams (né le 26 juin 1952 à Elberton) est un joueur américain de football américain évoluant au poste de offensive tackle.

## Carrière

### Université
Adams joue à l'université du Tennessee à Chattanooga.

### Professionnel
Brent Adams est sélectionné au huitième tour du draft de la NFL de 1975 par les Falcons d'Atlanta au 185e choix. Pour sa première saison en professionnel, il apparaît comme offensive tackle remplaçant, entrant au cours de treize matchs avant de faire une saison 1976 comme titulaire à quatorze reprises, récupérant un fumble. En 1977, il retrouve le banc des remplaçant avant d'être libéré par la franchise de Géorgie.
Pour la saison 1979, il signe avec les Rams de Los Angeles mais ne joue aucun match lors de cette saison.